# Ostravar Aréna
Ostravar Aréna (tidigare ČEZ Aréna) är en inomhusarena som ligger i Ostrava i Tjeckien. Arenan rymmer 9 568 personer och byggdes om 2003–2004 för en kostnad på 23,3 miljoner euro. Vid konserter kan arenan rymma 12 500. Hallen döptes om efter renoveringen 2003 till ČEZ Aréna men heter sedan 2016 Ostravar Aréna.

## Större evenemang

### Sportevenemang
- 1986 - Världsmästerskapet i volleyboll för damer 1986
- 1990 - Världsmästerskapet i handboll för herrar 1990
- 1994 - Juniorvärldsmästerskapet i ishockey 1994
- 2004 - Världsmästerskapet i ishockey för herrar 2004
- 2005 - Europamästerskapet i futsal 2005
- 2008 - Världsmästerskapet i innebandy för herrar 2008
- 2010 - Europamästerskapen i bordtennis 2010
- 2015 -  Världsmästerskapet i ishockey för herrar 2015
- 2020 -  Juniorvärldsmästerskapet i ishockey 2020
- 2024 -  Världsmästerskapet i ishockey för herrar 2024